# اسب آبنوس
اسب آبنوس یکی از  داستان‌های مجموعه هزار و یک شب است.

## تحلیل و بررسی
به گفته محقق اولریش مارزلف، داستان «اسب آبنوس» بخشی از فهرست داستان‌های حنا دیاب بود که چندین داستان را در اختیار نویسنده فرانسوی آنتوان گالان قرار داد. طبق دفتر خاطرات گالان، این داستان در ۱۳ مه ۱۷۰۹ گفته شد.